# 防衛食容器

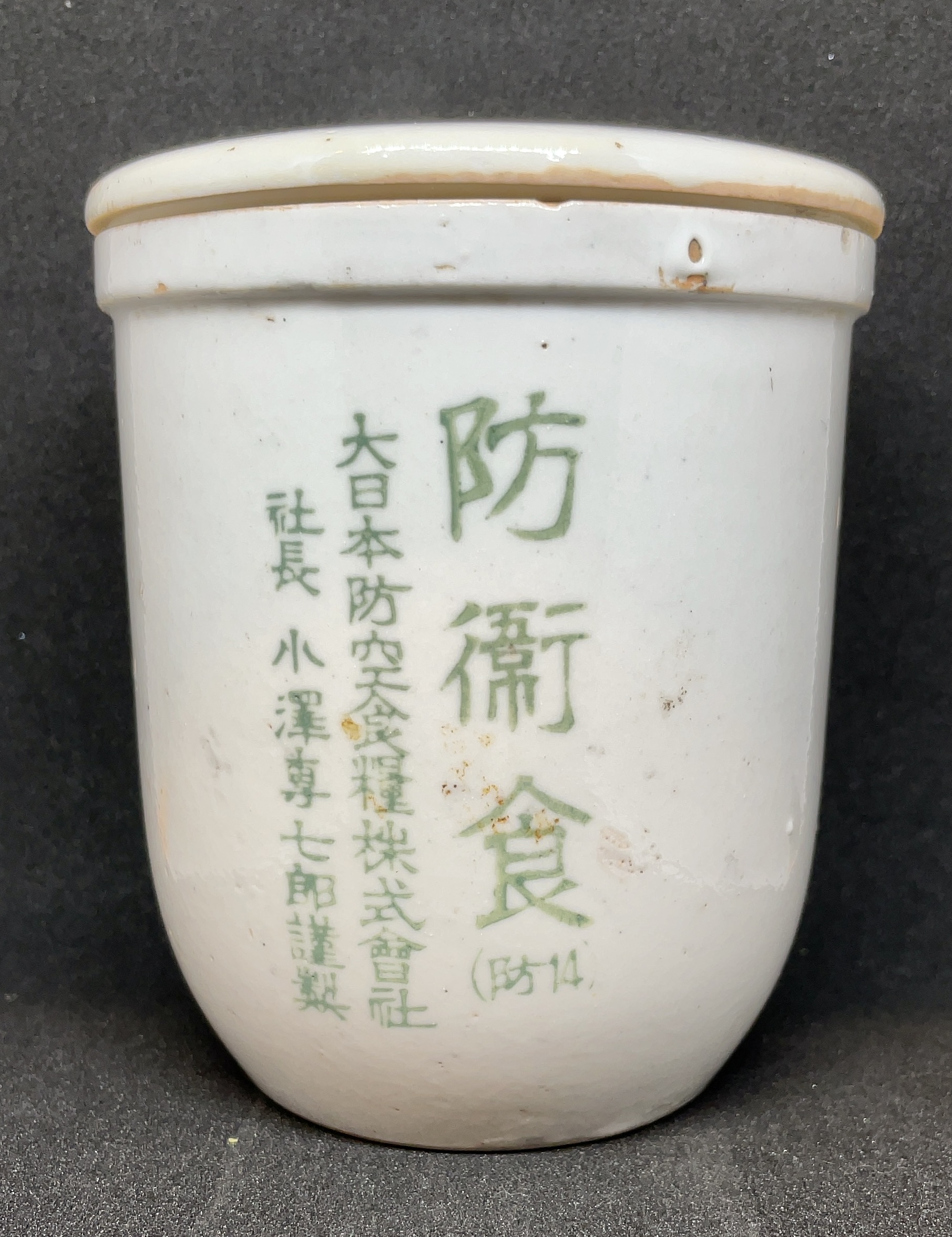
防14の記載がある防衛食容器（うみねこ博物堂 所蔵品）

防衛食容器（ぼうえいしょくようき）とは（防衛食器、防衛食とも呼ばれる）、第二次世界大戦中の金属類回収令（金属供出）により、食料を貯蔵する缶詰の代用として作られた陶磁器製の「特許真空容器」。大量に製造されたものの、中に入れる食糧が不足したため空の容器のみが大量に残ったといわれている。容器の現物がそのままの姿あるいは破片や修復された姿のものが多く現存し、博物館などに収蔵されているほか、オークションに出品されるケースもある。

## 製作背景

### 防衛食
容器に表記されていることから「防衛食」という語句は本稿で述べる容器を含んだものを指すこともあるが、もともと「防衛食」とは、戦時下での避難貯蔵食糧を指すことが主である。
戦時中に書かれた資料によれば、炊事により敵機に存在を知られることなく、煙を出したり火をおこしたりすることなく、冬季の凍結や夏の腐敗に影響されず、食生活を保つためのものとされ、このような条件を満たした長期保存可能な食品を防衛食といい、缶詰・瓶詰や携行できる乾燥した食品も含まれる。
そのほか防衛食の条件としては、毒ガスに汚染されないこと、運搬と携帯に便利なこと、破壊させられないこと、最小の空間に最大量が貯蔵できること、栄養価値が十分であること、（容器内の）全部が食べられること、種類が多いことなどが挙げられている。
本稿における容器の表面に表記されている「防衛食」や「国民食」の名称は東条英機による命名であるという資料がある。

### 金属供出
1941年（昭和16年）8月に金属類回収令が公布された。公布の2年前、1939年（昭和14年）6月時点で東京市が刊行していた『市政週報』には金属性〔ママ〕事務用消耗品を回収と記されており、この時期から金属類の不足が始まっていた。
陶磁器の輸出は戦争が起きたことにより激減し、国内需要も輸送や原材料の確保が困難になっていた。陶磁器業は自主的に転業を強いられるケースも多く、生き残るには戦争に結び付けた需要の掘り起こしが必要だった。

### 代用陶器
金属供出の対象は家庭で使う日用品も含め多岐にわたり、本来は金属で作られる製品の代用として陶磁器で作られたものが多くあった。これらは代用陶器（陶製代用品）などと呼ばれた。主な代用陶器には、おろし金、湯たんぽ、たばこ巻き器、地雷、手榴弾（四式陶製手榴弾）、貨幣（陶貨）、ガスコンロ、テーブルタップ、電球ソケット、羽釜、洗面器、アイロンなどがあったとの記録が残っている。
特に鍋やコンロは疎開生活の必需品として、また空襲の罹災民への救援物資として食料とともに真っ先に送られた。

### つぼ詰
材料であるブリキの調達が困難になり、缶詰の製造も同様に影響を受け、金属以外での素材を使用して食料を長期保存するための容器が作られる構想が持ち上がった。
1941年（昭和16年）ごろ「真空食品普及協会」を設立した南金作が、試験的に瀬戸で陶器で「壺詰」を作らせた。量産するにあたり岐阜県の笠原町（のちの多治見市）の工場などで製作が行われた。「真空食品普及協会」は支援者の意向で「国民食糧株式会社」となったころ、南によれば「Aという男」が支援者より送り込まれ、ともに事業を進めることとなった。Aという男は相当のハッタリ屋で東条首相にも会ったり、別の大臣と知り合いだったり羽振りを利かせたという人物だったという。Aは容器ができていないうちから缶詰やから注文を取り前金を請求していたことから南と衝突し、南は退社。退社前の1942年（昭和17年）には「壺詰」はできており、全部で5万箱はあったという。
1943年（昭和18年）ごろ、日本防空食糧株式会社の社長である小沢専七郎が缶詰や瓶詰の代用となる陶器製の「つぼ詰」を東条内閣に持ち込み、政府のバックアップのもと、容器の生産とパッキン用のゴムの配給を当初は缶詰統制会社（略称：日缶統）に呼びかけた。ほどなくして生産・配給体制を巡って日缶統と大日本防空食糧株式会社が対立。農商省により2社の役割が決められ、生産計画は農商省が決め2社の意見を必要に応じて聞くことと、製品の集荷と配給は日缶統が行うこととなった。

### 防衛食容器
他方、地方への食糧輸送容器としてまた貯蔵食糧容器として活用できればとの思いから、名古屋の瀬栄合資会社（のちの瀬栄陶器）の当時の社長である水野保一は、軍の勧めで大日本防空食糧株式会社と連携して、長期保存が可能な缶詰と同等性能を持たせた陶器製容器の開発テストを繰り返し行った。
完成までに多くの試行錯誤があった。ふたと容器が長時間の密着を維持し続けるように、ふたのと容器が接する部分に凸線を入れる際、どのように何本入れればよいか、細工が繰り返し行われ、1943年、金属の缶詰と同様に食料が保存可能なものが完成した。
瀬栄合資会社が製品化し、大日本防空食糧株式会社が統括。石炭に恵まれた有田地方で有田陶磁器会社の中に支店を設け、有田陶磁器会社の専務取締役である椋露地嘉八に経営を委嘱し、佐賀県藤津郡久間村（現在の嬉野市）の工場を大日本防空食糧会社九州工場として、鹿島市と波佐見町に下請け工場を作り終戦まで管理運営を担ったほか、美濃でも製造されていた。久間村では約100万個が製造され、戦後、軍事物資が放出されたことで空の容器のみが市場に出回った。結局、製品化には大変な苦労が伴い軍からも期待されていたが、中身の食糧の調達が困難になり終戦を待たずして空のままの容器を大量に残して使命を終えた。佐賀県嬉野市にある塩田町歴史民俗資料館によれば、塩田町内の土蔵には数万個の防衛食容器が眠っているという。

### 流通と遺跡からの出土
容器自体は12万5千ケースが21都道府県に配布され、食料が詰められる用意があったとされているが、食糧難と終戦により多くは空っぽのままだったという。製品化されたものは各都道府県の食糧営団に送られていた。
防衛食容器が出土された場所には、鹿児島市、大分市、長崎市、東大阪市、阪南市、東京都港区、日野市、板橋区などがあり、かつて省庁や軍の施設があった場所からの出土が多いが、軍による放出以降のものは墓地の花入れなどに転用されていた。出土の最北は青森県、最南は奄美大島の清水集落が確認されている。

## 防衛食容器の仕様
湯飲み茶わんのような形状の容器に、パッキンがついたふたが付属している。大きさにはややばらつきがあるものの、80ミリメートル×80ミリメートル×100ミリメートルのサイズと表記されたものがある。容器の中に食糧を入れた後、パッキンがついたふたをして密閉し、圧力バサミでふたと容器を密着させた状態で熱湯につけた後に冷水で冷やし、中を真空（減圧）状態にした。先のとがった針や釘などを使って、ふたの中央のくぼみに穴をあけて空気を入れることで開く仕組みになっていた。くぼみは釉薬の被膜状のもので外気を遮っており、軽く突くだけで開封できるようになっていた。容器に食品を入れ、後からふたをして密着させ外気に触れないようにするのが技術のポイントであった。

### ふたつのタイプ
ふたの内部に四角の受箱があるタイプとないタイプがあり、先のとがったものでふたに穴をあける時、ふたの欠片が中の食品に落ちないように受箱があったと考えられている。受け箱があるタイプは瀬戸市歴史民俗資料館（現在の瀬戸蔵ミュージアム）に所蔵されている実物のみで確認できており、ほかの例では確認できていない。受箱があるタイプは瀬戸地方のみでわずかな期間しか作られていなかったのではないかという仮説が立てられている。

### 中身
中に入れられた食品には、福神漬、佃煮、コンビーフ、肉類、イワシなどの魚類、昆布、豆などがある。
また1944年（昭和19年）の『防空食壺詰製造規格』には肉野菜煮、魚野菜煮、味付けの魚、塩漬け野菜（防空漬）、野菜煮、芋のクリーム煮、うどんの7種がそれぞれのレシピとともに記載されていた。

### 表記
多くは表面に以下のような表記があり、「防○○（数字）」の分類記号が記されている。地域を表す統制番号（後述）が記されているものもある。文字の色には紺系、緑系、茶系などの種類がある。
「防○○（数字）」の表記も統制番号の一種ではあるが防衛食容器のみに使用された。
- 【本体】防衛食（防○○）大日本防空食糧株式會社 社長小澤専七郎謹製
- 【ふた】（防○○）特許眞空容器「矢印ノクボミヲ針デツクト蓋ガ取レマス」[注釈 6]

「防○○」の部分には、以下の数字が記されている物が現物で確認されている。
- 1[49]、2[50]、3[39][49]、5[39][49]、7[43][49]、8[49]、10[51]、12[43][49]、13[49]、14[52]、15[7][43][49]、18[49]、表記なし[49][53]

#### 画像
- 「うみねこ博物堂」所蔵品

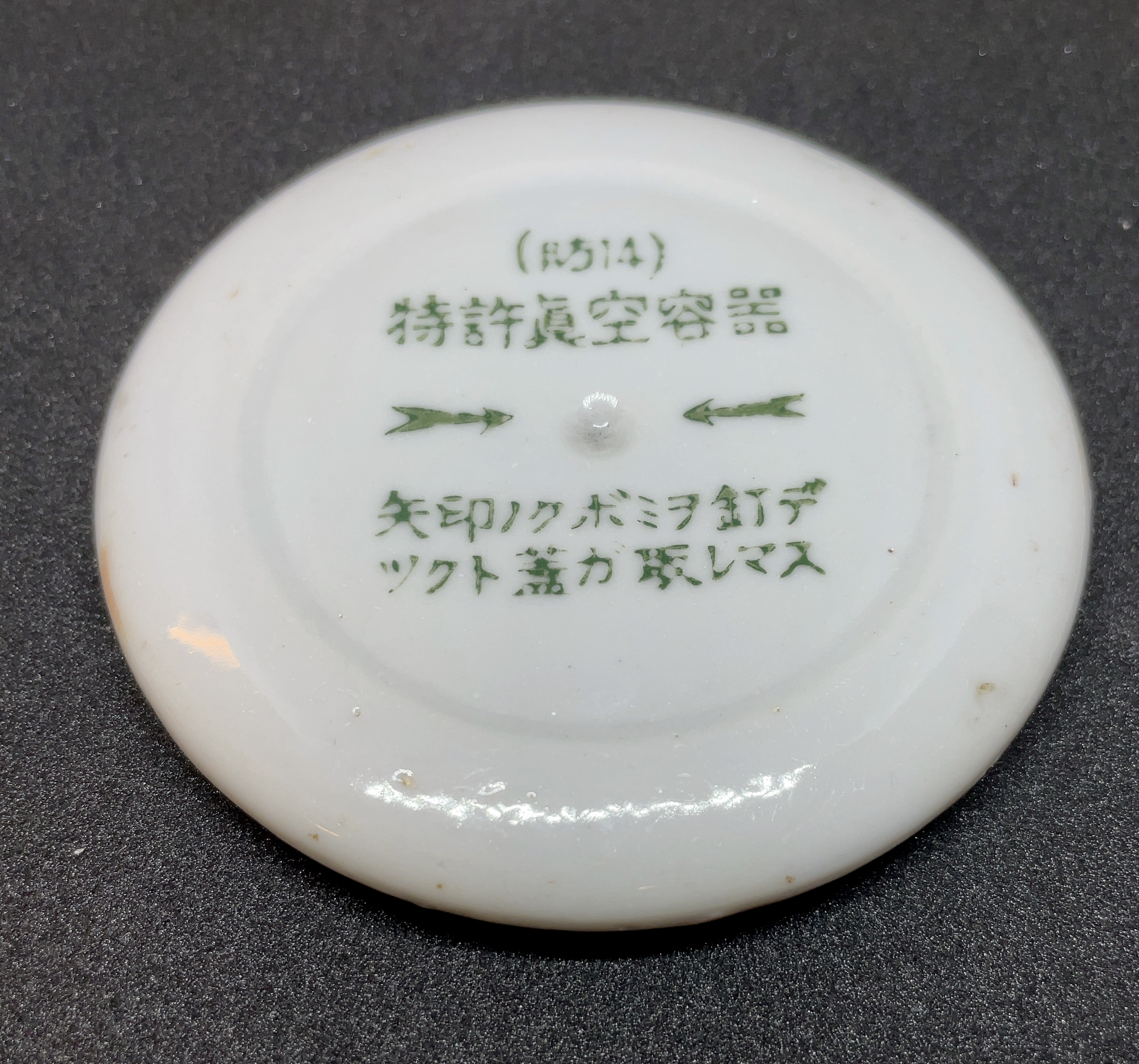
ふた
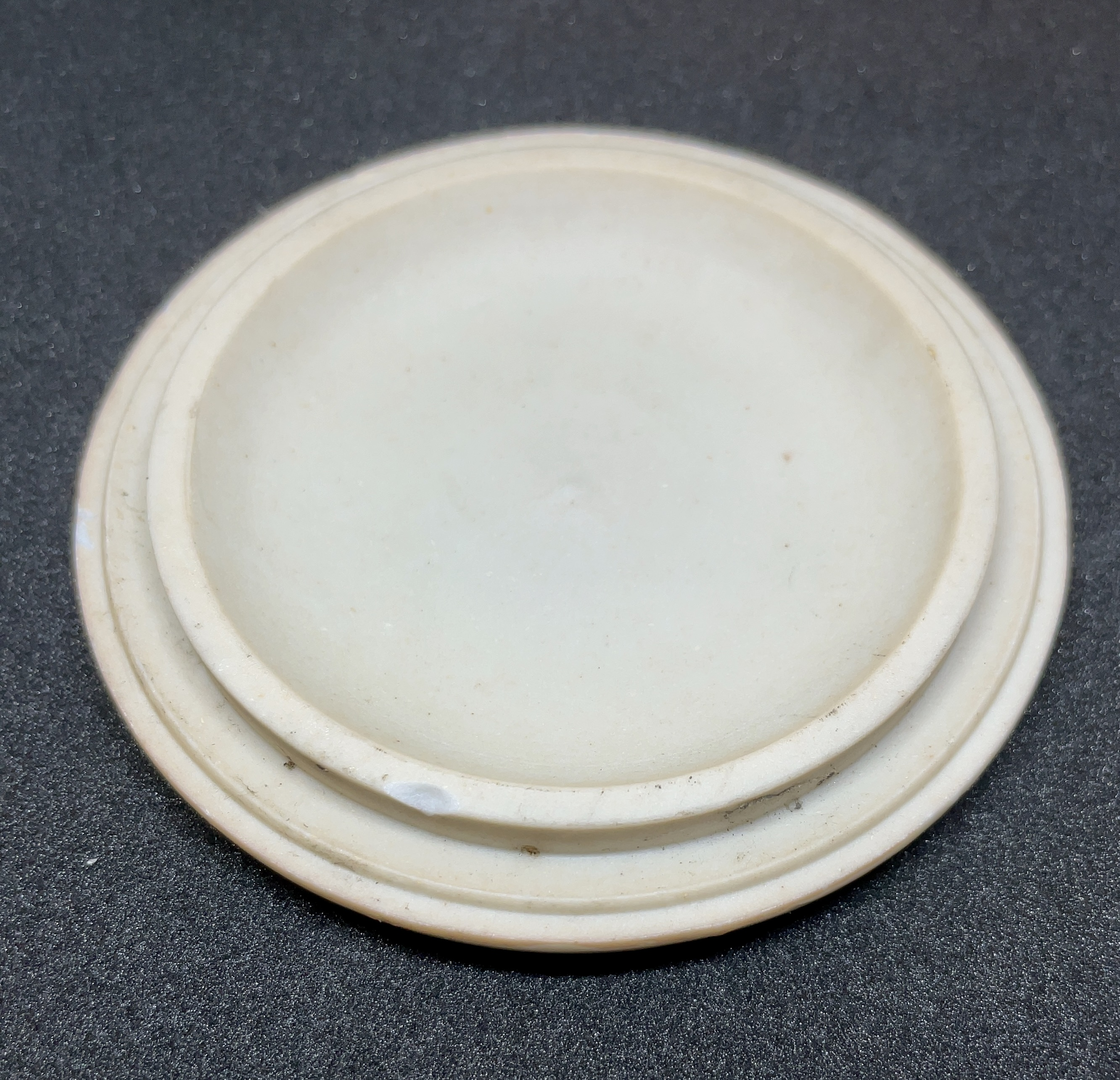
ふた裏
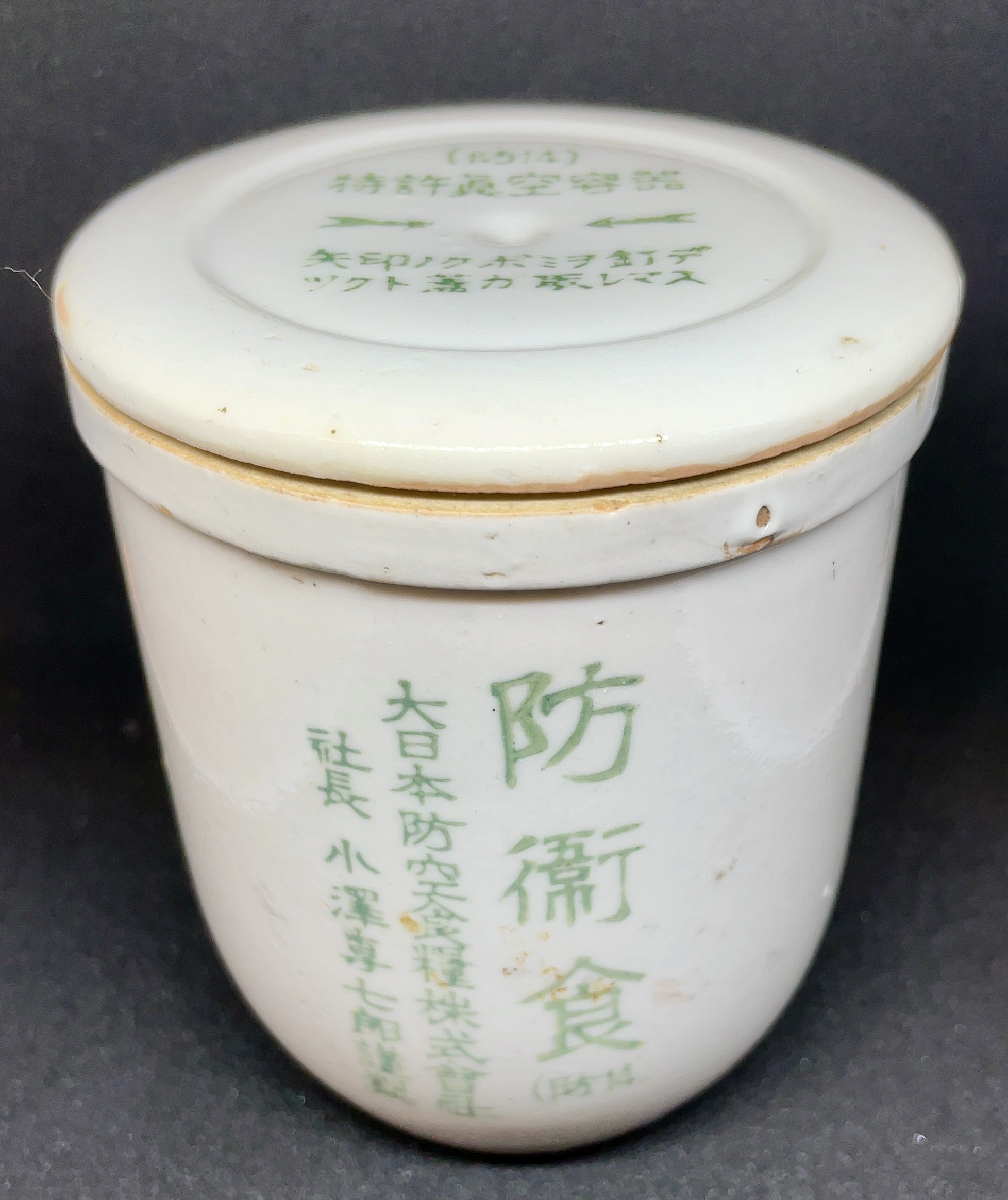
上から
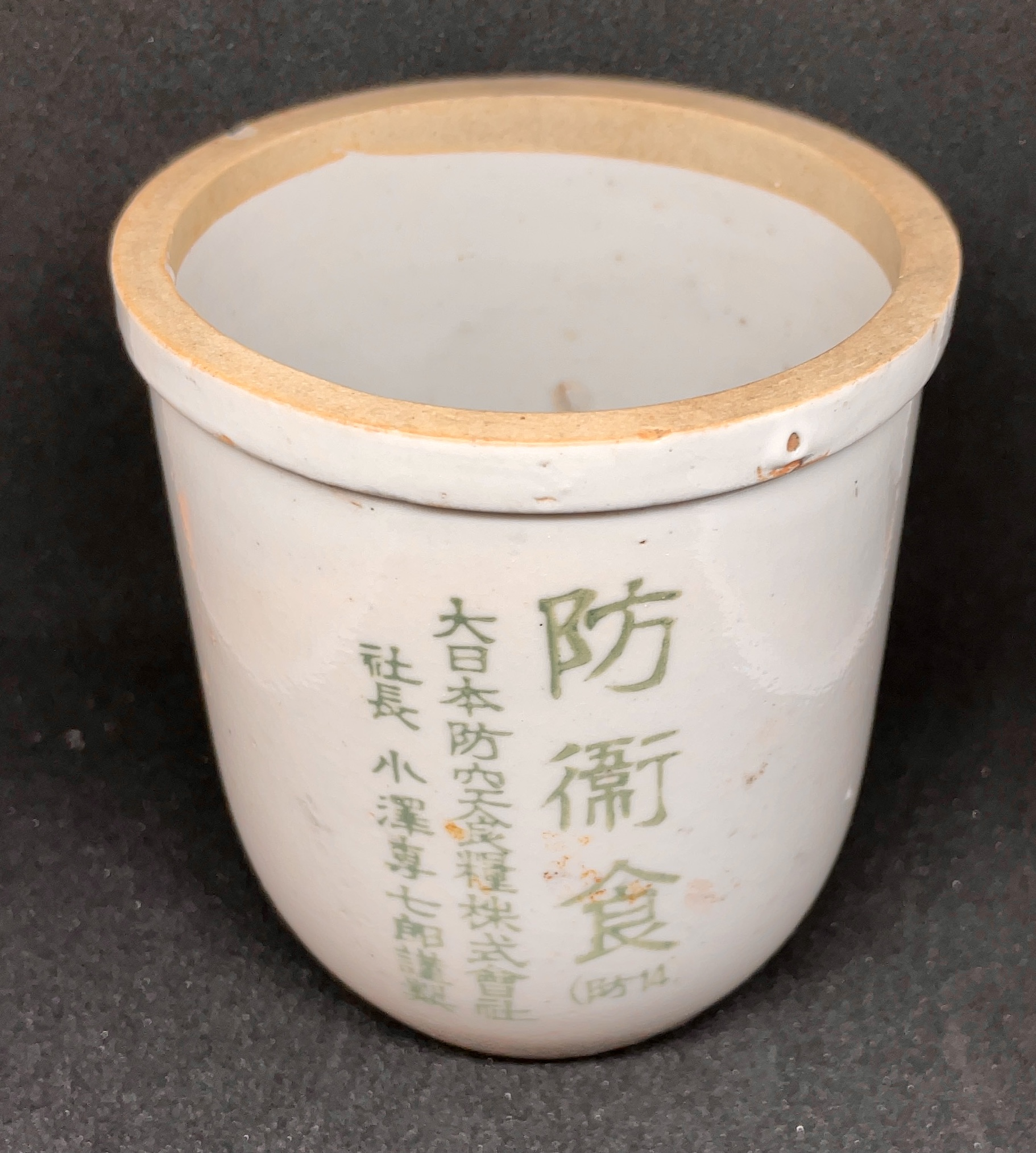
ふたなし

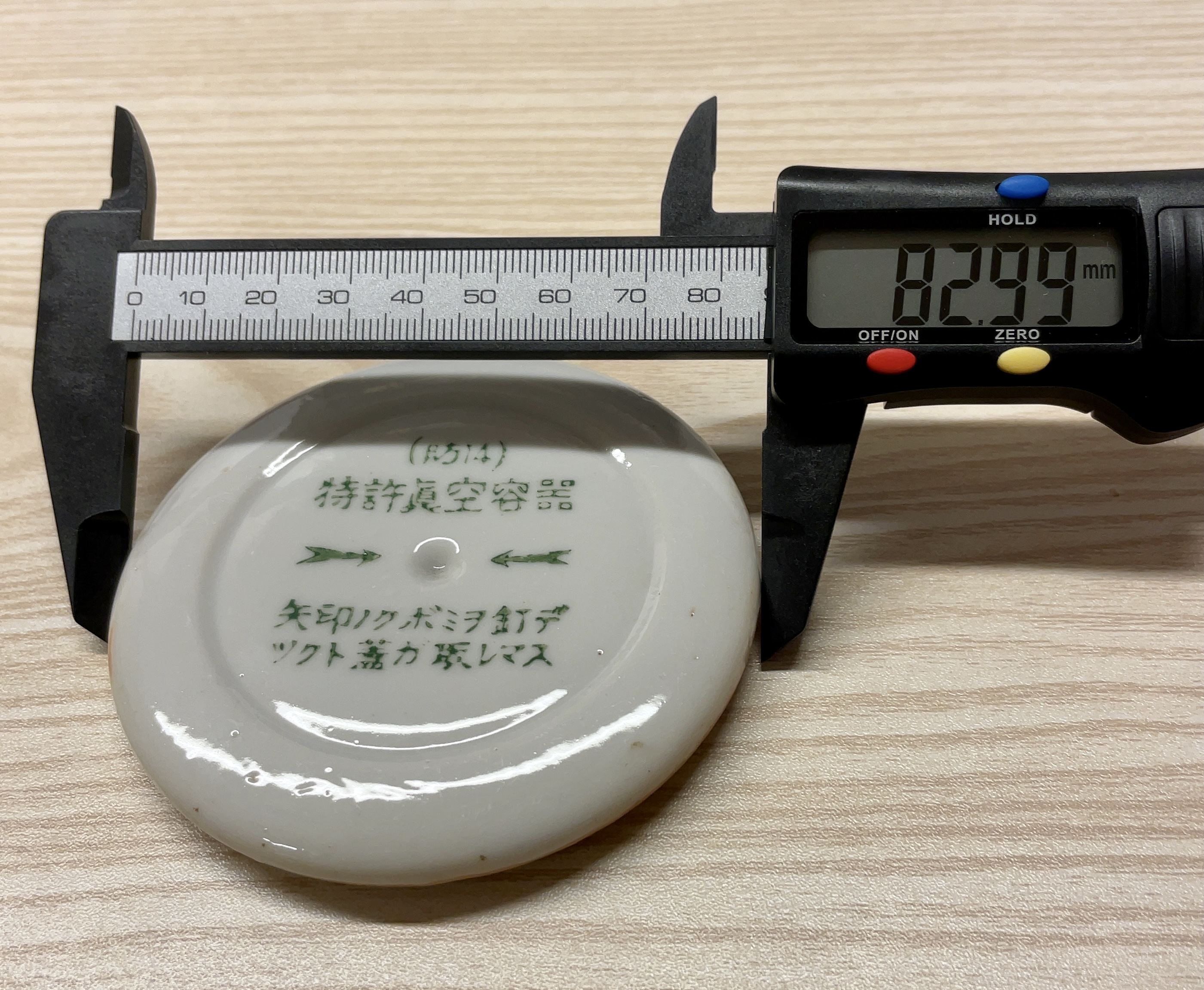
ふた直径
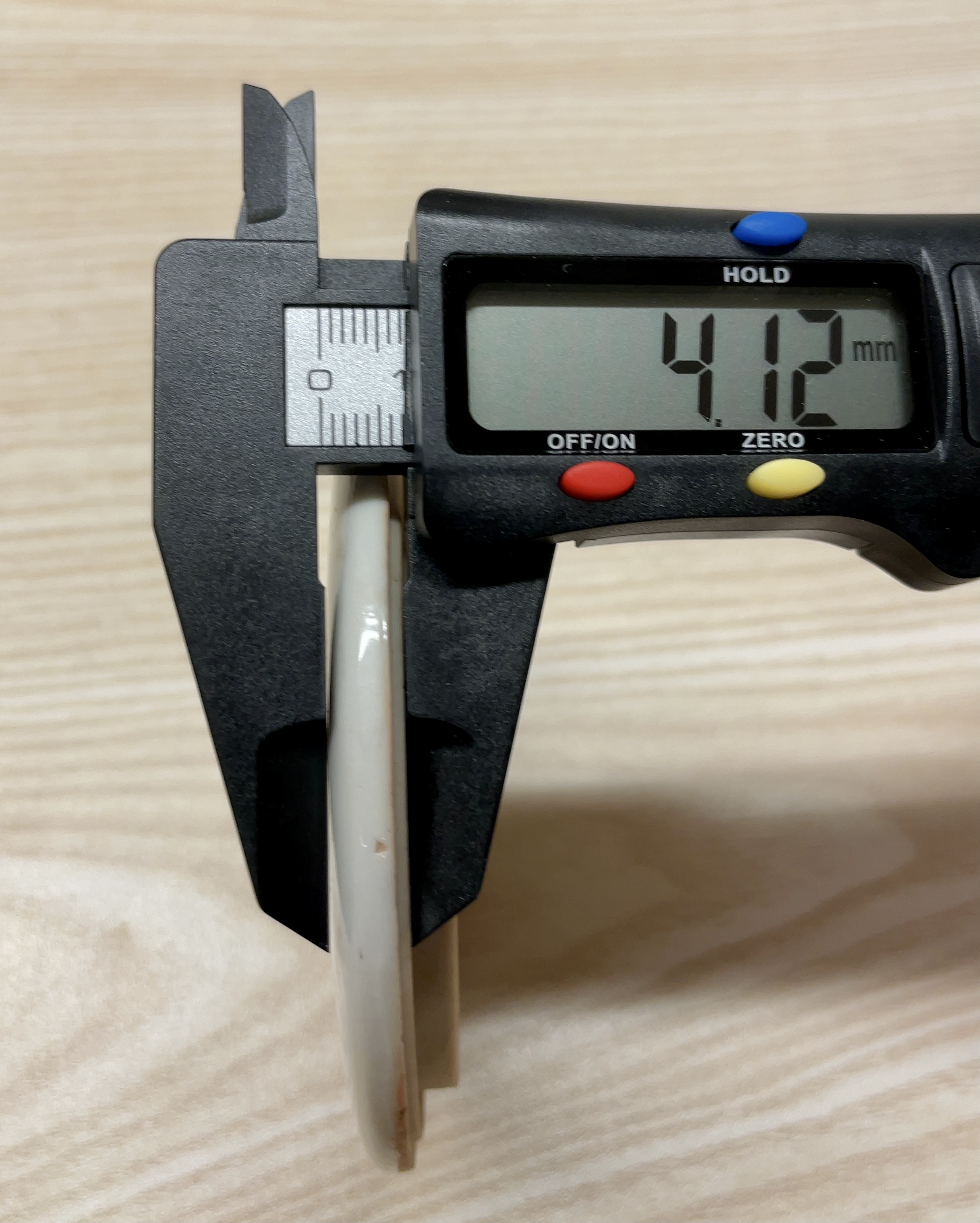
ふた厚さ
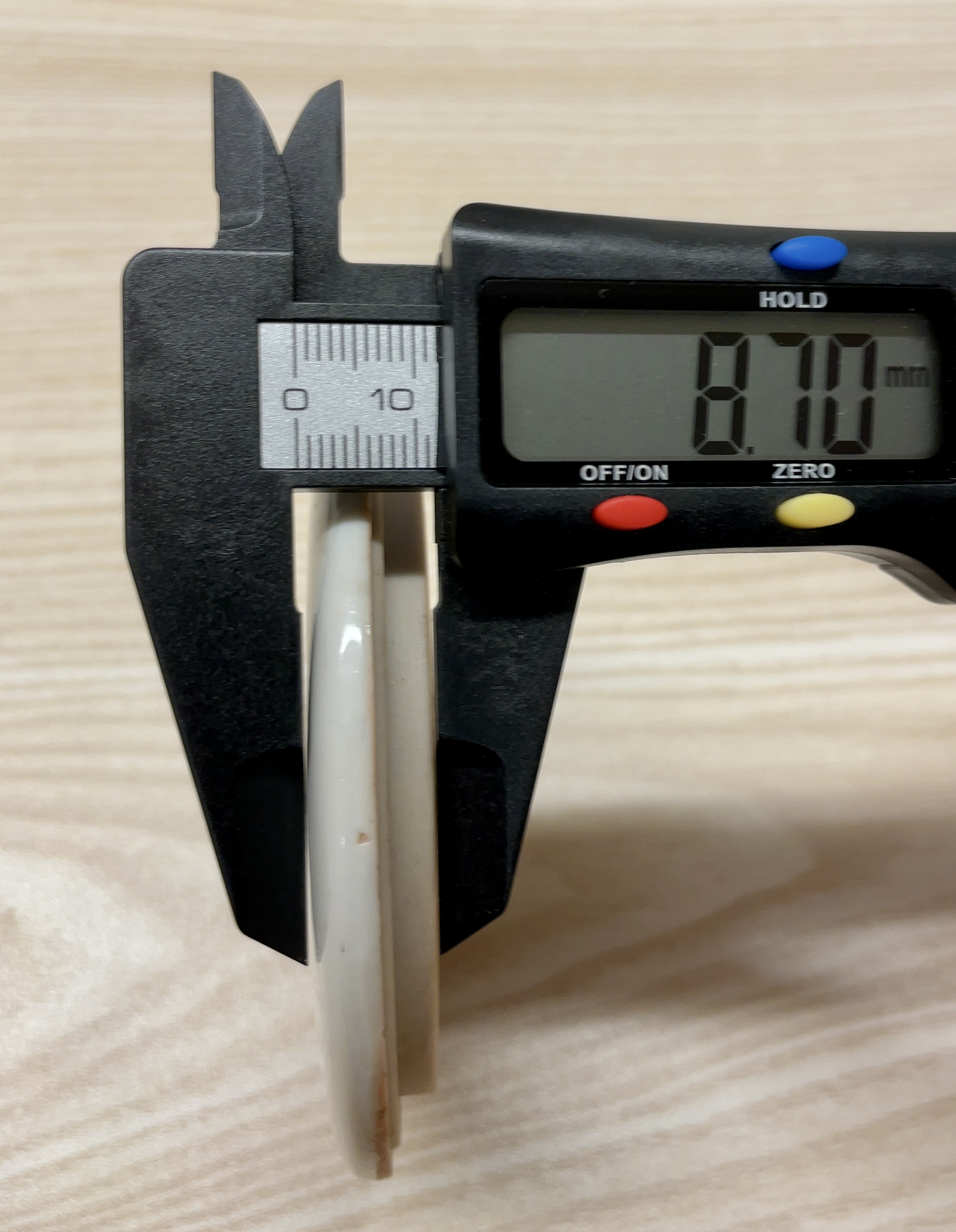
ふた厚さ2
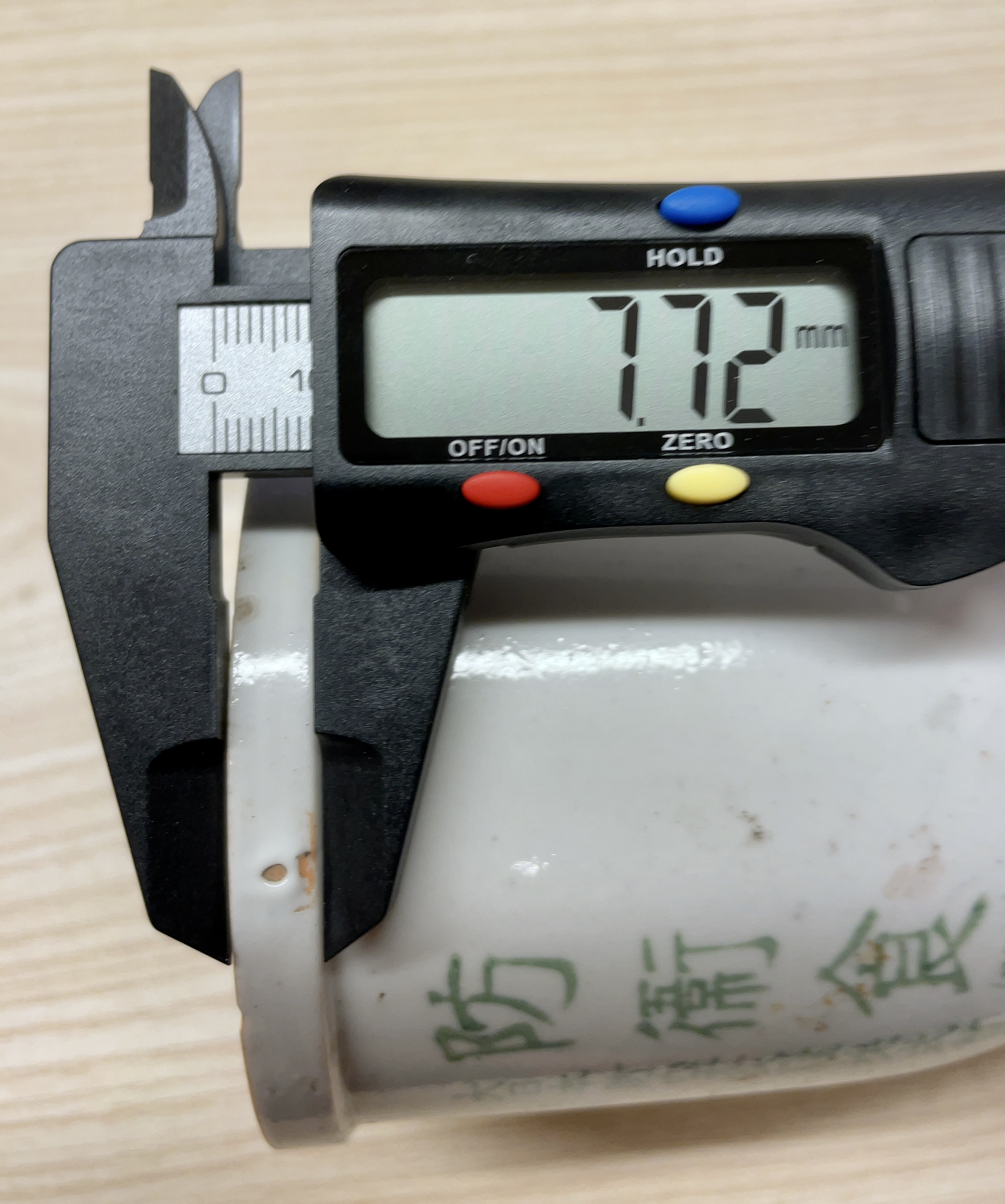
上部厚さ
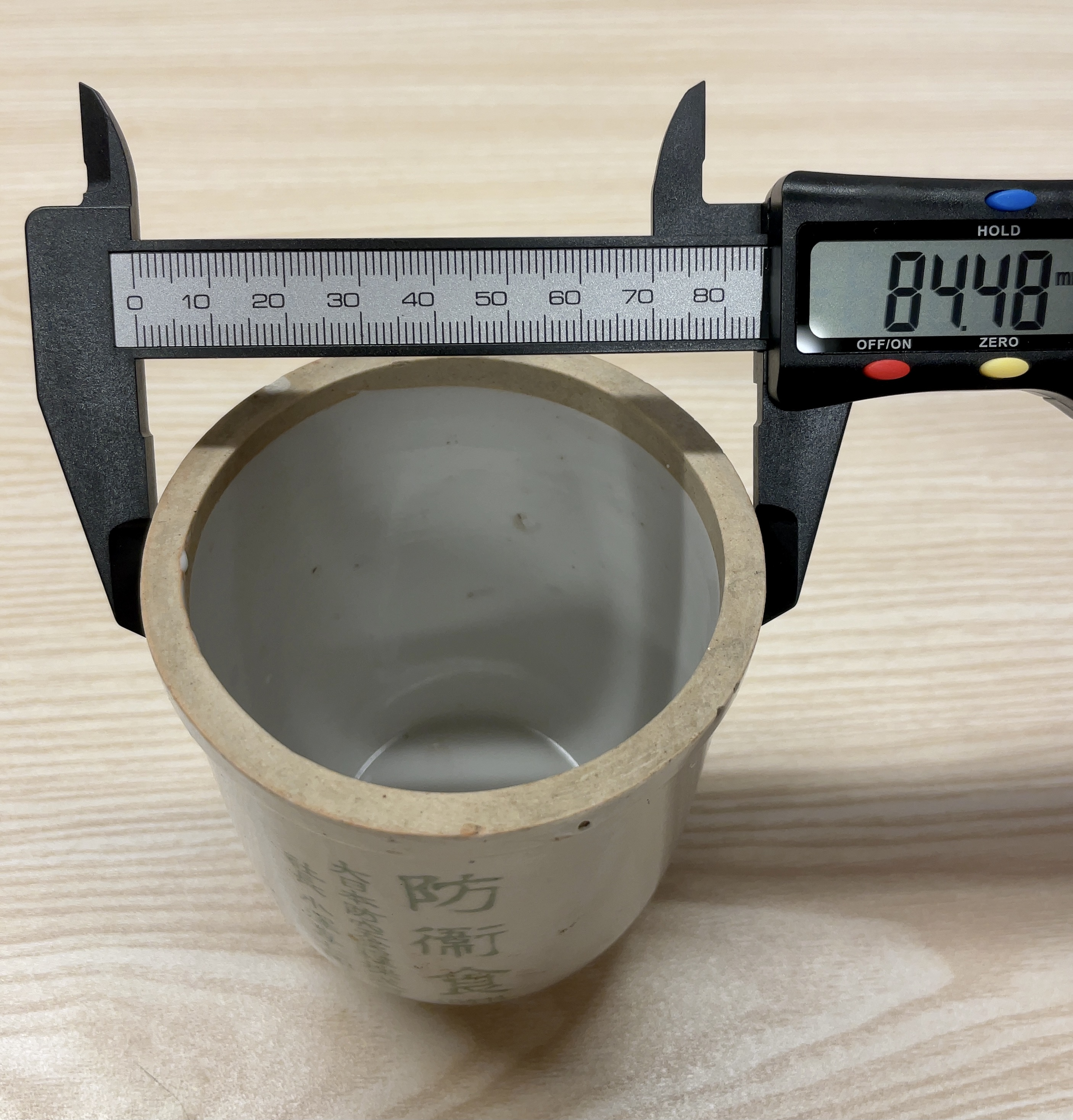
容器直径
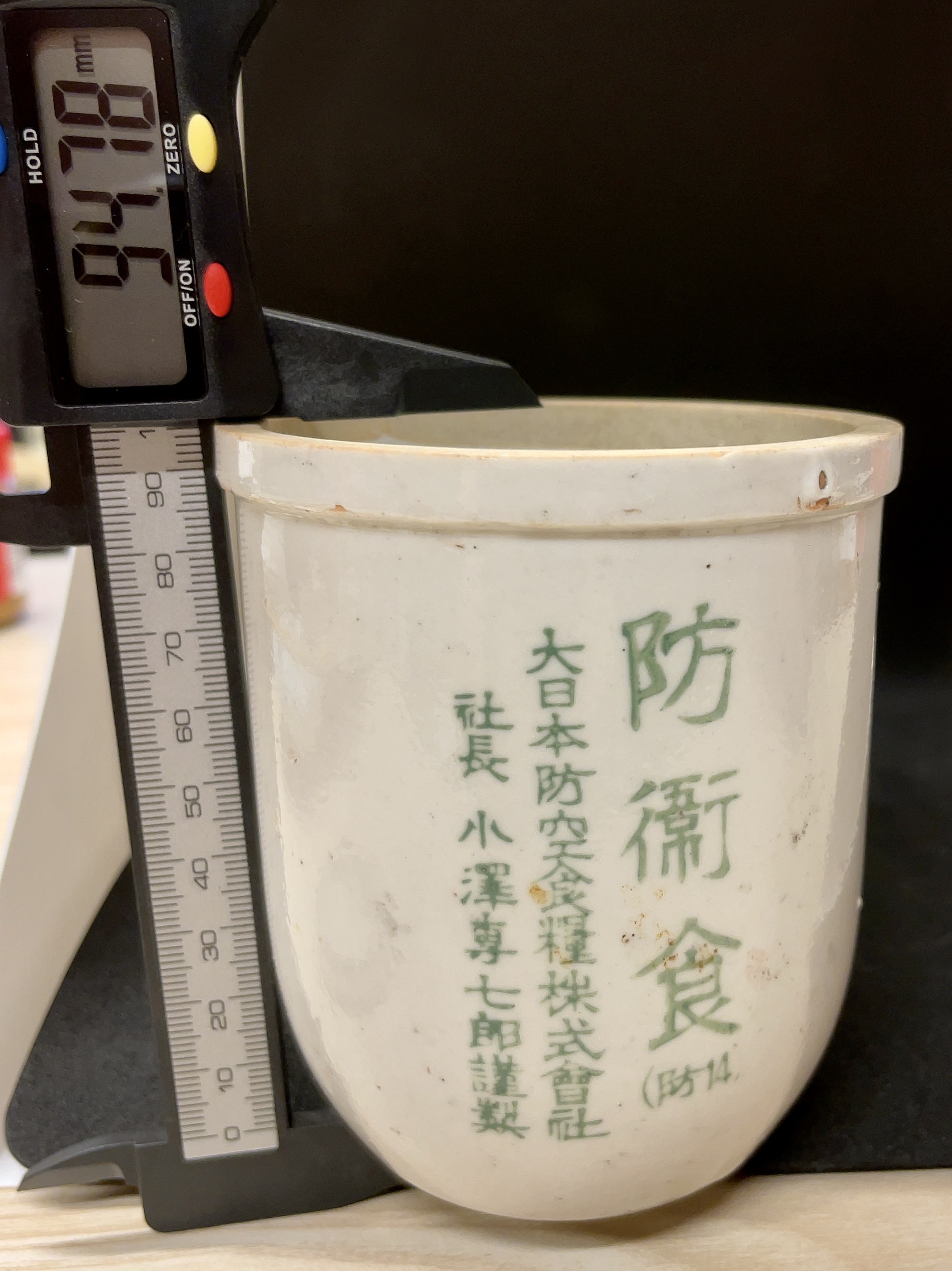
容器高さ
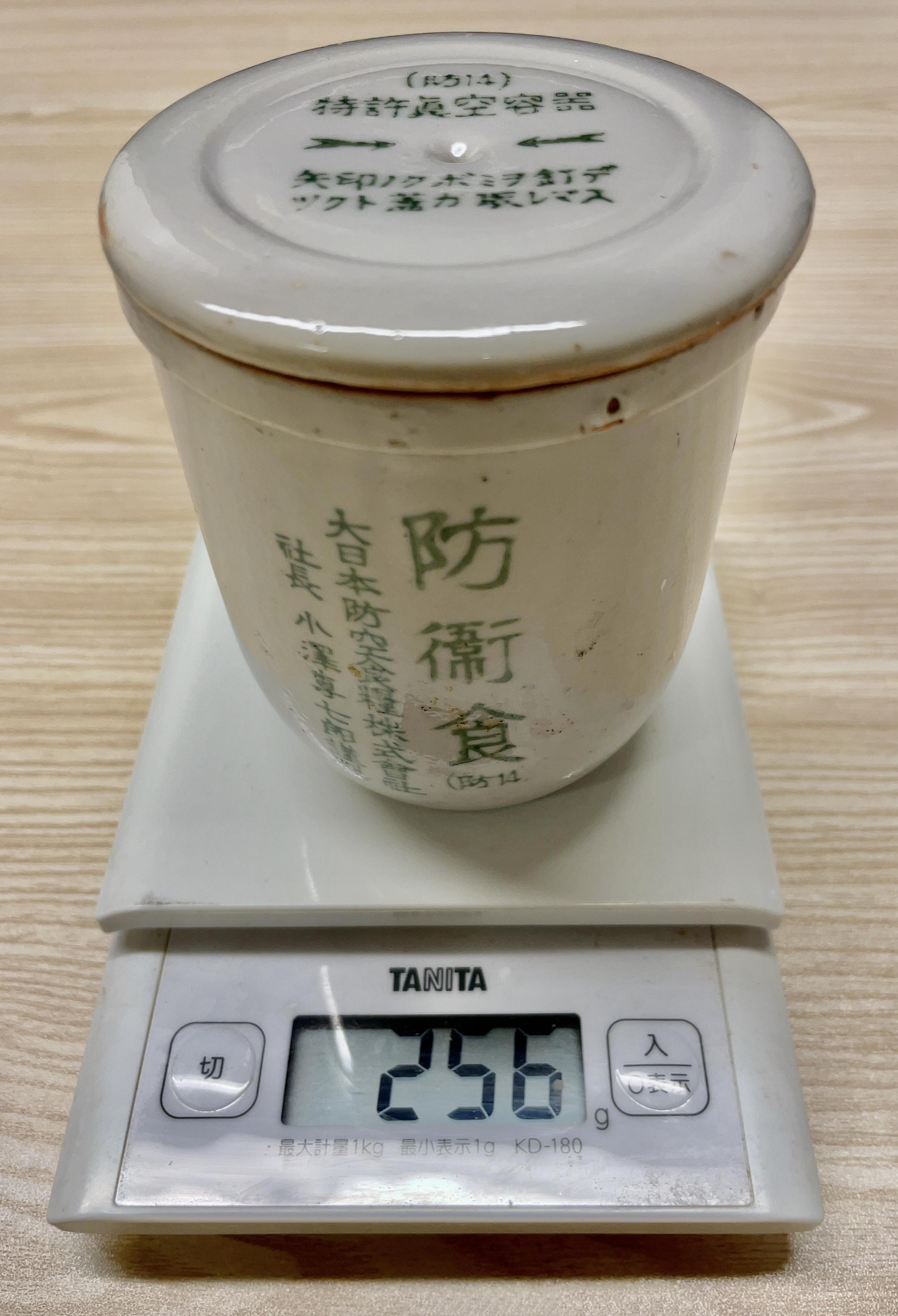
容器重さ

#### ほかの表記
- 『国民食(3) 日本国民食糧株式会社』[54][注釈 7]
- 『国民食 小澤食品株式会社』[55][注釈 7]

### 統制番号
戦況の悪化に伴い、1942年（昭和17年）には企業整備令が発令され、陶磁器業界も影響を受け、資源の節約の観点から燃料の使用についても制限が設けられた。生産する陶磁器の種類の制限や窯元の統合があり、窯元の銘を生産品に記すことを禁止した。これらの生産品を統制陶器と呼ぶ。窯元の銘の代わりとして地域を表す漢字と窯元を表す統制番号が記載され、防衛食容器にも統制番号が記されているものがある。
- 「岐270」（岐阜県美濃東部）[43]
- 「岐124」[32]
- 「有111」[30]
- 「有115」[58]
- 「肥27」[30]
- 「肥61」[59]
- 「長53」[60]

## 特許
容器には特許の表記があり、瀬栄陶磁器〔ママ〕合資会社（社長水野保一郎〔ママ〕）が特許を取った、という資料がある、他方、南金作は谷川という男が特許を取っていた陶器のツボで壺詰をと、缶詰の代用品について語っている。しかしながら、瀬栄合資会社関連や水野保一、あるいは缶詰関連の特許を多く取得している谷川良太郎の特許7件について調べた範囲では、防衛食容器そのものの特許の申請・取得などのデータは確認できず、また、容器のどの点が特許対象なのかもはっきりしていない。
防衛食容器の仕様に一番近い特許としては、1940年（昭和15年）11月16日に出願され1942年（昭和17年）10月30日に特許を取った、日高照による発明の「貯蔵食品壺詰方法」がある。この特許では蓋はブリキ製ではあるものの、磁器などの壺を密閉するためのもので、詳細説明においては、磁器の性質上形が不ぞろいになってもパッキングごと加熱することによって気密性を保てるとしていることから、以下に一部引用する。
本発明は、磁器製そのほか加熱急冷に耐えうる傾斜内周口を有する広口壺に、内液とともに食品を適量に詰め「ゴム」または適当なる「パッキング」を嵌めたる皿状ブリキ製蓋を該傾斜口に内嵌して仮蓋を施し、押圧金具を装着して軽く押さえたるものを加熱し内容物の含有気泡を放出せしめ、内詰の膨張により蓋と該液との空隙の空気を排除し、これを取り出し押圧金具を脱して完成する貯蔵食品を壺詰方法に係り、その目的とするところは簡単なる操作により壺の蓋を大気圧力により機密にし壺詰せんとするにあり—特許権者（発明者）日高照、代理人 弁理士 清水治、外一名、特明153408 発明の性質及び目的の要領
磁器製そのほか類似の広口壺は焼き上がり上その口の形が全く正しい形にならず（中略）本発明は「パッキング」を嵌めたる皿状ブリキ製蓋を広口壺も傾斜口に内嵌めし仮蓋を施し蓋の押圧金具をもって軽く押さえたる壺を70℃に加熱し、内容物の含有気泡および内容物の膨張により蓋との隙間の空気を排除し且つ又希薄となして取り出し、押圧金具をもって蓋を締め付け口内に密着せしめ、さらに加熱殺菌を施してこれを水中に投入する等、適宜の方法にて冷却し吹いて前記金具を取り出して完成するものなり。然るがゆえに当初70℃の加熱によりこれを密蓋し急冷すれば内容物の縮小等内部が負圧状態となり大気の押圧力を受けるとともに、該加熱は「パッキング」を柔軟ならしめ壺の内口壁の不正形に応じ得るなり、これを押圧するにより該口に緊着して完全に気密状態を保持し得るものにして缶詰に比し遜色のなきものとす（後略）。—特許権者（発明者）日高照、代理人 弁理士 清水治、外一名、特明153408 発明の詳細なる説明

## 半世紀後の開封と実食
食品が詰められることがなかった空の容器が多く残っていることもあり、未開封の現物が見つかるまで、缶詰や瓶詰のような密閉状態は長く保たれにくく、ふたが自然に外れてしまうなど貯蔵容器としては機能的な疑問があったと思われていたが、1993年（平成5年）9月、日本缶詰協会の研究所で1944年（昭和19年）製の未開封の防衛食が開封された。未開封品は1944年当時、神奈川県横浜市の神奈川食品の研究室が作った試作品のひとつで、神奈川県農業総合研究所に保管されていた。
開封に際しては、ふたと容器の間の天然ゴムが完全に固着していたため、刃物で切り離した。総重量は613グラムで内容重量は293グラムだった。計測された真空度は25 cmHgと非常に高く、製造時の真空度は不明であるものの高い密封性を保持しており、半世紀近くが経過したとは思えない状態の食品が保存されていた。内容物は大豆、ニシン、昆布の醤油味付けで、実際に食することができ、著しい変色もなく、煮崩れもなく、原料のひとつである身欠きニシンには発酵臭があり非常に塩辛かったが、全体的には味には異常はなかった。また、内容物の上には透明なセロファンがかぶせられており、開封の際に陶器片が混入しないようにするためのものと思われる。このセロファンはカニ缶の中でカニを包んでいるパーチメント紙と同様のものであった。日本缶詰協会は「常温で半世紀にわたって貯蔵されていた容器が、内容物の品質を保持し続けていたことは驚異的である」と結論づけ、その開封にあたって官能評価と内容物の分析を行い、保存性を実証するデータとした。

## 背景と関連した人物
防衛食容器は軍関連に納入されていた背景があるため、日本生活用品陶磁器配給統制株式会社や日本工業陶磁器配給統制株式会社などの陶磁器の配給をコントロールする統制会社に流通は経由されていなかった。戦争末期では軍の意向により政府による配給機構は無視されていた。
商工省陶磁器試験所長の秋月透は1943年時点で最近、陶磁器製容器に詰めた食料品が店頭に見られるようになったと書き、また陶磁器容器は金属よりも弱く重いが、錆が発生せず耐酸性があり、ガラスのような透光性もないことから、決戦体制下における完全なる食糧貯蔵の目的を果たすことを期待していると書いている。
軍や官公庁施設からの出土が多いことや配布の状況、戦後の容器としての二次使用の状況から、防衛食容器が作られた目的は、国民のためというよりも軍や官公庁などに向けての流通が主だったのではないかと考えられている。また戦時中の流通とは異なり、戦後の物資放出により空のままの容器が広範囲に広まったと考えられる。
政治学研究者の橋川文三は1945年（昭和20年）6月ごろ農林省食糧管理局で仕事をしていた時期があり、当時の課長が防衛食という陶器入りのかんづめを自宅に持って帰っていったと記し、食糧難のさなかにおける役人の役得について記している。
ほんの数年の期間に製作され消えていった防衛食容器について、平成5年に未開封品を実際に食べた阿部四郎は戦争の落とし子と評している。

1948年、谷川良太郎にインタビューした小谷道夫は
原子爆弾や航空戦で負けた日本軍閥とこれを取り巻く人達の科学尊重が実際にどの程度であったか（中略）発明家を生かす道でなく単なる金儲けの道具として利用されたに過ぎなかった
と記している。

### 小沢専七郎

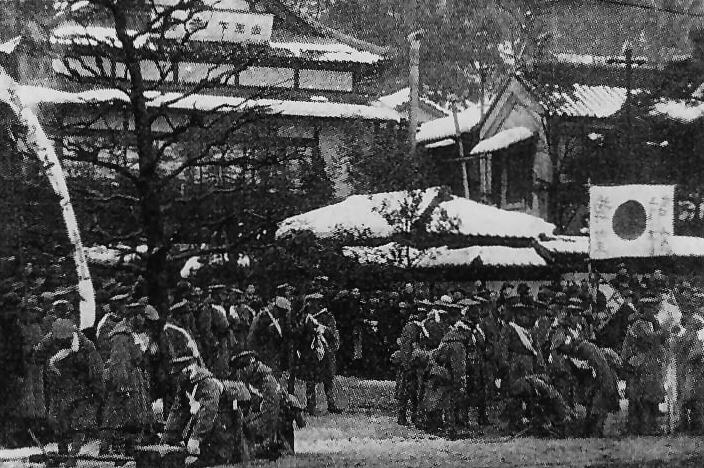
二・二六事件時の赤坂 『幸楽』

防衛食容器に社長として記されている小沢（小澤）専七郎は、1905年（明治38年）3月1日、福島県石城郡上遠野村（のち遠野町、現・いわき市）生まれで東京高等工科学校に学んだ。
法律事務所勤務を経て、1938年（昭和13年）には大日本防空食糧株式会社の前身である日本防空食糧株式会社を設立した。
1939年（昭和14年）に企画院に赴任し「物資動員計画」の策定を行った田中申一によれば、小沢は資材ブローカーとして陸軍糧秣廠から払い下げによって手に入れた食糧を壺に入れ「防空食〔ママ〕」と名付けて全国で売ることで非常に裕福になり、開戦前の会食において田中は小沢の印象を裕福さにおいて右に出るものがない死の商人ともいうべき軍を取り巻く利権屋と表現しており、企画院の連中は臆病だという小沢は開戦を望んでいるように記している。
1940年（昭和15年）ごろから児玉機関に関与しはじめ、東条英機の側近となる。
1941年ごろに大日本防空食糧株式会社（戦後『日本国民食糧株式会社』と商号変更と日本製塩株式会社を設立して社長となる。
1943年に、二・二六事件で反乱部隊が宿所として使用していた赤坂の料亭『幸楽』を後に買い取り大日本防空食糧会社の本社とし、終戦後に米軍に売却した。
1947年（昭和22年）4月25日、第23回衆議院議員総選挙において、福島3区にて民主党より出馬した小沢は3位当選（定数3）。 昭和22年の時点で日本国民食糧株式会社など20数社を統率していた。
1948年（昭和23年）に昭和電工事件により失脚。のち国際真珠株式会社社長などになり、1966年（昭和41年）12月4日に死去した。

### 南金作
1891年（明治24年）11月生まれ。徳島県徳島市出身。徳島銀行、中外社を経て日本料理講習普及会を設立。大正11年より缶詰普及協会に勤務し「罐詰時報」の創刊に携わる。

### 谷川良太郎
谷川は1948年時点で東京都大田区に在住の発明家で、南金作により谷川という男が特許を取っていた陶器のツボで壺詰をと言及されている人物である。谷川は1948年6月6日に小谷道夫によるインタビューで、小沢専七郎と書かれた陶器の真空罐詰は自分の発明であるとしている。また谷川は小沢専七郎の署名がある巻紙をとりだし、以下のような話をしたと小谷は記している。
当時、小沢氏が東条首相からこの防空食罐詰を実施するために引き出した金は、実に八百万円以上にのぼるといわれているが、谷川氏への実施謝礼はなんとこの額の千分の一にも達しない小額でしかも小切手で送付して来た。もちろん谷川氏はその非礼に憤慨して即座に返送したので、言訳に国士気取りの文句を書いて送ったものである

#### 防空食に関連する社名変遷
- 小沢専七郎によるもの
  - 1938年（昭和13年） - 日本防空食糧株式会社
  - 1941年（昭和16年） - 大日本防空食糧株式会社に商号変更
  - 1945年（昭和20年） - 日本国民食糧株式会社
  - 時期不明 - 小澤食品株式会社（容器現物に表示）
- 南金作によるもの
  - 1941年（昭和16年）ごろ - 真空食糧普及協会（真空食品協会[26]）
  - 国民食糧株式会社

### 瀬栄合資会社と水野保一
瀬栄合資会社は1896年（明治29年）設立。
防衛食容器制作時の社長であった水野保一は1886年（明治19年）に岐阜県土岐郡妻木町（のちの土岐市妻木町）に生まれ、1908年（明治41年）に陶磁器の会社水野商店を設立後、「瀬戸の家康」と呼ばれた瀬栄合資会社の支配人である加藤鎮三郎の長女はると結婚。娘婿となる。1919年（大正8年）には加藤と水野を代表とし、水野商店と瀬栄合資会社が合併して瀬栄合資会社の屋号が残る。1929年（昭和4年）には守山市に、1934年（昭和9年）には瀬戸に製陶工場を建設。戦前は欧米向けの輸出品が中心だった。
戦中には防衛食容器のほか四式陶製手榴弾を製造し、1945年（昭和20年）8月の終戦まで作り続けた。
水野保一は1963年（昭和38年）にがんで死去。水野の死後、瀬栄合資会社は1967年（昭和42年）に瀬栄陶器株式会社となる。武者小路実篤の言葉である「仲よき事は美しき哉」と書かれた絵皿が特に有名。「Seyei」「セーエー」などの表記がある。2014年（平成26年）に破産手続きが取られた。

## 収蔵・展示
1999年時点で、防衛食容器を所蔵・収蔵している、または展示をしていたことがある施設は以下の通りである。なお施設名は2021年現在のものを表記する。
- 中之条町歴史と民俗の博物館「ミュゼ」（旧 中之条町歴史民俗資料館）（群馬県吾妻郡）
- 成田山霊光館（千葉県成田市）
- 飯岡歴史民俗資料館（千葉県旭市）
- 江戸東京博物館（東京都墨田区）
- 豊島区立郷土資料館（東京都豊島区）
- 行田市郷土博物館（旧 行田市郷土資料館）（埼玉県行田市）
- 埼玉県平和資料館（埼玉県東松山市）
- 岐阜市歴史博物館（岐阜県岐阜市）
- 瀬戸蔵ミュージアム（旧 瀬戸市歴史民俗資料館）（愛知県瀬戸市）
- 立命館大学国際平和ミュージアム（京都府京都市北区）
- 和歌山市立博物館（和歌山県和歌山市）
- 有田町歴史民俗資料館（佐賀県西松浦郡有田町）
- 九州陶磁器文化館（佐賀県西松浦郡有田町）
- 塩田町歴史民俗資料館（佐賀県嬉野市塩田町）

また、2000年代に入ってから企画展示などを行った施設は以下の通りである。
- 愛知・名古屋 戦争に関する資料館[92]
- 容器文化ミュージアム[93]
- 城陽市歴史民俗資料館[94]
- 大村市歴史資料館[95]
- 岡山市埋蔵文化財センター[35]
- 福岡市博物館[96]
- 大津市歴史博物館[97]